# مدلینا چیوویه
مدلینا چیوویه (به انگلیسی: Mădălina Cioveie) ژیمناست زادهٔ ۱۹ اوت ۱۹۸۳ میلادی اهل کشور رومانی است.